# Distretto di Xiangzhou (Xiangyang)
Il distretto di Xiangzhou (襄州区S, Xiāngzhōu QūP) è un distretto della Cina, situato nella provincia di Hubei e amministrato dalla prefettura di Xiangyang.